# Batchawana River
Der Batchawana River ist ein ca. 115 km langer Zufluss des Oberen Sees in der kanadischen Provinz Ontario.
Er hat seinen Ursprung in einem namenlosen See auf dem Kanadischen Schild 95 km nordnordöstlich von Sault Ste. Marie. Von dort fließt er anfangs 10 km in nordwestlicher sowie anschließend 20 km in westlicher Richtung. Später strömt der Batchawana River in westsüdwestliche Richtung, bevor er sich auf den letzten 30 km nach Südsüdwesten wendet. 47 km oberhalb der Mündung kreuzt die Bahnlinie der Algoma Central Railway den Fluss. Am Unterlauf befindet sich zwischen Flusskilometer 37 und 10 der 2684 ha große Batchawana River Provincial Park. Der Fluss durchfließt auf diesem Abschnitt eine 13 km lange Schlucht mit mehreren Stromschnellen. Auf den letzten 10 km bildet der Fluss mehrere enge Flussschlingen aus, bevor er schließlich 45 km nördlich der Stadt Sault Ste. Marie in den westlichen Teil der Batchawana Bay, einer kleinen Bucht am östlichen Nordufer des Oberen Sees, mündet. Der Ontario Highway 17 überquert den Fluss unmittelbar vor dessen Mündung.
Der Flusslauf des Batchawana River führt durch eine waldreiche Region. Gelb-Birken, Weymouth-Kiefern und Kanadische Hemlocktannen säumen den Fluss. Letztere haben in diesem Gebiet ihre nördliche Verbreitungsgrenze. Ferner kommt im Fluss eine eigenständige Bachsaibling-Population vor. 
Das Einzugsgebiet des Batchawana River umfasst etwa 1275 km². Der mittlere Abfluss 14 km oberhalb der Mündung beträgt 22 m³/s. In den Monaten April und Mai, während der Schneeschmelze, führt der Fluss gewöhnlich die größten Wassermengen.